# Multimedia Computing
Multimedia Computing ist eine Disziplin der Informatik, die sich mit multimedialen Daten befasst. Der Begriff Multimedia wird dabei strenger definiert als in der Umgangssprache.

## Zum BegriffMultimedia
In Forschung und Lehre wird eine anwendungsorientierte Sichtweise auf Multimedia gewählt, welche die Multimodalität und Interaktivität des Medienangebots hervorhebt. Es wird daher von einfachen monomodalen Medien und Printmedien unterschieden.

## Lehr- und Forschungsthemen (Auswahl)
- Codierung und Kompression von Multimedia-Daten wie Bilder, Videos, Audios etc.
- Multimedia-Datenbanken
- Multimedia Semantics
- Quality of Service
- Digitalaudio, Digital Video, Digitalfoto
- Medienproduktion
- E-Learning bzw. Multimedia-Lernen
- Multimedia Server und Netzwerke
- Media Sharing und Distribution

## Studium
Im deutschsprachigen Raum ist die Disziplin als Medieninformatik bekannt und vertreten. Sämtliche Themen des Studiums können als deckungsgleich angesehen werden, wobei die wissenschaftliche Tradition der Computer Science den Computer selbst stärker in den Fokus stellt, während die Informatik als Wissenschaft der Informationsverarbeitung den Computer eher als Arbeitswerkzeug betrachtet, um bspw. Hypothesen zu testen und zu bestätigen.
Während in den USA Multimedia Computing meist als Vertiefungsrichtung gelehrt wird, kann mit der Medieninformatik in Europa ein vollständiges Studium belegt werden. Die erste Hochschule, die einen solchen Studiengang in Deutschland anbot, war ab 1990 die Hochschule Furtwangen. Zuvor bestand ebenfalls nur die Möglichkeit zur Vertiefung innerhalb eines regulären Informatikstudiums.

## Konferenzen und Journals
- ACM Multimedia
- ACM Multimedia Systems Conference
- ACM International Conference on Multimedia Retrieval
- SPIE Multimedia Computing and Networking
- IEEE International Conference on Multimedia and Expo
- IEEE International Symposium on Multimedia